# Нидатал
Нидатал (њем. Niddatal) град је у њемачкој савезној држави Хесен. Једно је од 25 општинских средишта округа Ветерау. Према процјени из 2010. у граду је живјело 9.229 становника. Посједује регионалну шифру (AGS) 6440017.

## Географски и демографски подаци
Нидатал се налази у савезној држави Хесен у округу Ветерау. Град се налази на надморској висини од 120–195 метара. Површина општине износи 40,3 km². У самом граду је, према процјени из 2010. године, живјело 9.229 становника. Просјечна густина становништва износи 229 становника/km².

## Међународна сарадња
| Мјесто | Држава | Врста сарадње | Од    |
| ------ | ------ | ------------- | ----- |
|        | Пољска | контакт       | 2000. |
| Извор  |        |               |       |